# Gandhinagar
Gandhinagar (Gujarati ગાંધીનગર Gāndhīnagar, Ausspracheⓘ, Marathi: गांधीनगर) ist die Hauptstadt des indischen Bundesstaates Gujarat. Sie hat etwa 208.000 Einwohner (Volkszählung 2011) und ist Verwaltungssitz des Distrikts Gandhinagar. Sie ist nach Mahatma Gandhi, der in Gujarat geboren wurde, benannt.

## Geografie
Gandhinagar liegt am Fluss Sabarmati, etwa 30 Kilometer nördlich von Gujarats größter Stadt Ahmedabad. Es besteht aus 30 Sektoren. Ähnlich dem Vorbild US-amerikanischer Städte (avenues und streets) gibt es zwei Kategorien von sich kreuzenden Straßen – solche mit Buchstaben (K, KH, G, GH, CH, CHH und JA) und solche mit Zahlen (1 bis 7). Die sich zwischen den Straßen ergebenden Blöcke sind mit Sektorennummern bezeichnet, die Kreuzungen tragen als Bezeichnung eine Kombination aus den Bezeichnungen der sich kreuzenden Straßen (KH1, KH2, G1, G2, G3 usw.).

## Klima
Die Klimakrise hat in weiten Teilen Indiens zu einer drastischen Verknappung des Trinkwassers geführt. Dies ist in besonderem Maße in Gandhinagar spürbar. So gehört die Stadt zu jenen 21 bedeutenden indischen Städten, deren Grundwasserreserven nach Berechnungen der Regierungsagentur NITI Aayog im Jahr 2020 vollständig aufgezehrt sein werden.

## Geschichte
Als 1960 der Bundesstaat Bombay in die Bundesstaaten Gujarat und Maharashtra geteilt wurde, wurde zunächst Ahmedabad als Interimshauptstadt bestimmt. Sodann wurde Gandhinagar nach Chandigarh als zweite Planhauptstadt seit der Unabhängigkeit Indiens gebaut und 1970 wurde die Hauptstadt Gujarats hierher verlegt.
Bei einem Massaker im Akshardham-Tempel kamen am 25. September 2002 33 Menschen durch zwei bewaffnete Männer ums Leben und fast 100 wurden verletzt. Die National Security Guard konnte die Terroristen erst nach 13-stündiger Belagerung überwältigen.

## Sehenswürdigkeiten und Bildung
Gandhinagar hat mehrere Bildungs- und Forschungsinstitute. Von indienweiter Bedeutung ist das INFLIBNET Centre (INFLIBNET = Information and Library Network), eine Institution der University Grants Commission, die in Indien für die Vergabe von Forschungsgeldern an Universitäten zuständig ist. INFLIBNET hat die Aufgabe, das Bibliothekswesen der Universitäten in Indien zu koordinieren und miteinander durch Hochgeschwindigkeits-Datennetze zu verbinden.
Zu den wenigen Sehenswürdigkeiten der Stadt gehört der Tempelkomplex Akshardham.

## Persönlichkeiten
- Parul Dalsukhbhai Parmar (* 1973), Parabadmintonspielerin